# 塩水天主聖神堂
塩水天主聖神堂（中: 鹽水天主聖神堂、塩水カトリック聖霊教会の意）は台湾 台南市塩水区西門路19号にあるカトリック台南教区の教会およびその聖堂である。中国宮廷式建築によって建造され、聖堂内部には中国画の技法により描かれた聖書物語の場面やカトリックの聖人像が飾られている。聖堂に隣接して聖クララ会塩水修道院が設置されている。 

## 沿革
- 1955年 - ドイツ人フランシスコ会士フゴリヌス・ショッツ神父（独: Hugolinus Schozz, 中: 胡國臨）により塩水に臨時聖堂が建立された。以後信徒の増加によって拡張、これが現在の聖堂の前身である。当時の聖堂は大部分が木材構造であったため、シロアリによる被害が発生した。
- 1969年 - 中国陝西省出身の第5代主任司祭李少峰神父着任後、聖堂および周辺建築の工事を開始。
- 1970年 - 聖堂に隣接する信徒会館「塩光館」を建設。3階建で、事務室、活動センターおよび宿泊施設よりなる。
- 1976年 - 「中華聖母亭」を建造。16角形の東屋で、内部には中華聖母像を安置し、ロザリオの祈りにおける「苦しみの神秘」「栄えの神秘」「喜びの神秘」を主題とした聖画が飾られている。
- 1986年 - 現在の聖堂「祭天殿」を建設。

## 建築の特色
本聖堂は中国宮廷式長方形建築を採用し、「祭天殿」と称する。聖堂内部には赤色の円柱に数々の詩句が記されている。その上方の丸天井にはキリスト教の『モーセの十戒』、『信・望・愛』などがテーマとして描かれ、竜が珠を奪いあう図柄などの中国伝統の装飾が縁に施されている。このような装飾はまた梁の上にも見られる。
長方形建築の一短辺に祭壇が設けられ、後方のニッチには中国画風にアレンジした『最後の晩餐』が描かれ、画中の人物も中国人の顔立ちをしている。また漢服を着用し、箸を使って饅頭を食べ、爵（しゃく）で酒を飲んでいる。
『最後の晩餐」の上方には『三位一体の図』がある。古代中国のローブのような漢服に身を包んだ三つのイメージがキリスト教の三位一体を表し、その両側に描かれた漢服を着た数多くの人物は、中国の信徒も天国に昇れば神とまみえることを意味している。
祭壇の向かい側の一辺にはまた小さなニッチがあり、当地信徒の祖先を記念する位牌と香炉が置かれ、その上方には『創世記』 1 - 2章をテーマとした『天地創造』が描かれている。壁画の下部には『新約聖書』に記された聖ヨセフ、四大福音史家、聖パウロの他、フランシスコ会ゆかりの重要な聖人あるいは著名な宣教師など13名が描かれている。
長方形建築の両側、円柱の間、明かり取り窓の下には「十字架の道行き」がある。通路の上方には中華諸聖より選ばれた中国本土の殉教者たちが描かれ、その最も左には孔子と老子が、反対側には徐光啓、マテオ・リッチおよび呉鳳が配されている。ただし呉鳳の故事が架空であるとの疑惑が呈されてからその表題は、台湾原住民に対する宣教に取り組み、台湾最初の殉教者となった麦傑神父に改められた。

## 参考
1. ↑  中国古代の酒器 鬯部の項を参照